# Misanthropic Luciferian Order

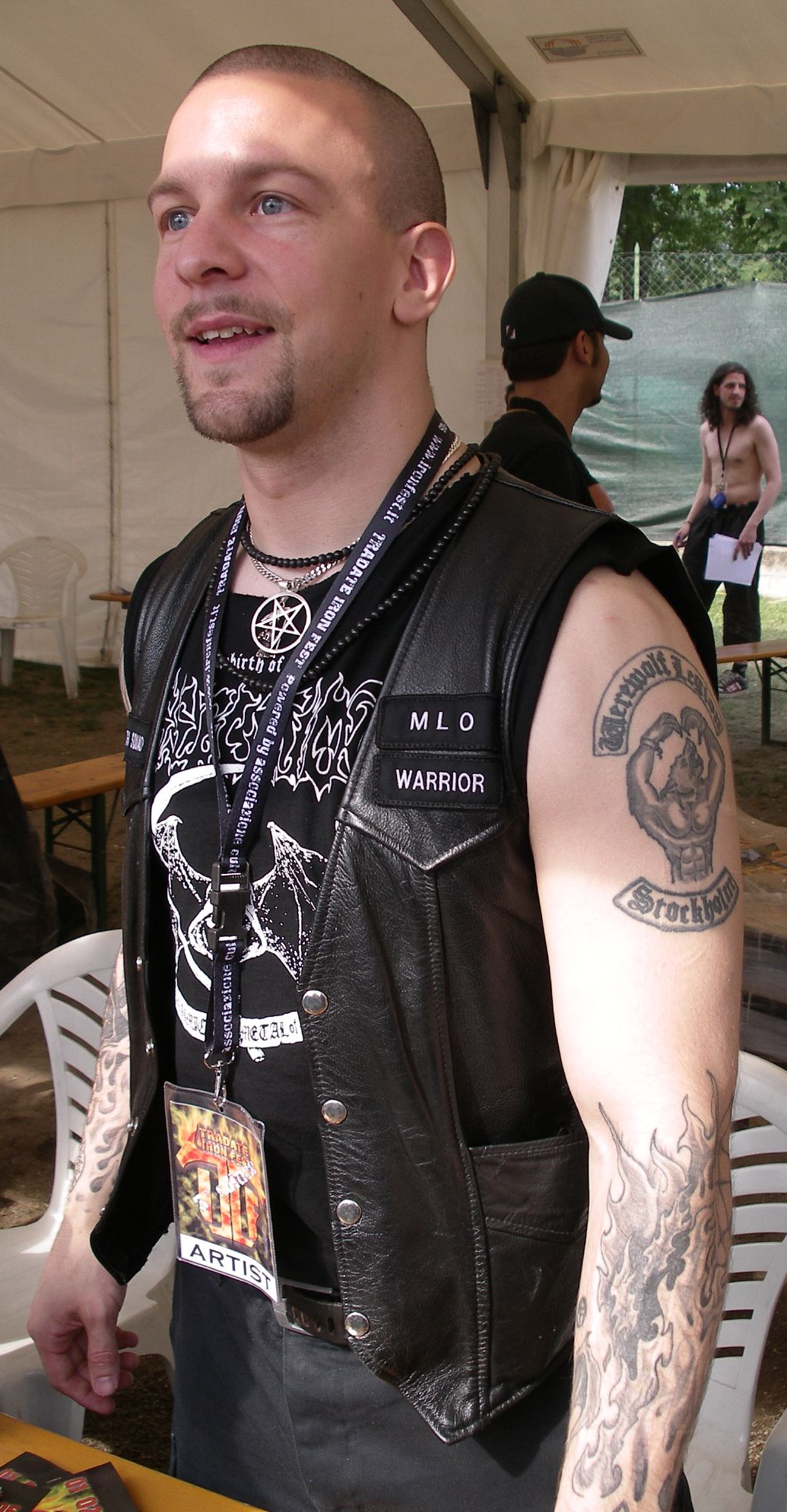
Jon Nödtveidt, mit Werewolf-Legion-Tätowierung, war das prominenteste MLO-Mitglied.

Der Misanthropic Luciferian Order (auch Misantropiska Lucifer Orden, abgekürzt MLO, deutsch: „Misanthropischer Luziferischer Orden“) ist ein in Nordeuropa beheimateter religiöser Orden, der seine Weltanschauung als „Chaos-Gnostizismus“ oder „antikosmischer Satanismus“ bezeichnet. Er wurde 1995 gegründet und in den 2000ern in Temple of The Black Light umbenannt.

## Geschichte
Der Orden wurde 1995 gegründet. Entgegen der landläufigen Meinung wurde der Orden nicht von Jon Nödtveidt gegründet; auch war er nicht der Ko-Gründer des Ordens, wurde aber bereits zu einem frühen Zeitpunkt durch Freunde mit dem MLO vertraut gemacht. Magister Templi des MLO ist Frater Nemidial.
Infolge der Inhaftierung mehrerer MLO-Mitglieder entstand 1999 eine Organisation namens Werewolf Legion (WL). Diese besteht zwar hauptsächlich aus Nichtsatanisten, arbeitet aber eng mit dem MLO zusammen. Inzwischen existiert der in Schweden gegründete MLO auch in Norwegen und den Niederlanden, wo dem MLO-Mitglied Noxifer zufolge auch die WL etabliert werden soll.

## Weltanschauung
Der MLO betrachtet sich selbst als einen Chaos-Gnostischen Orden, der nach eigenem Bekunden eine Synthese zwischen den „dunklen Traditionen des Alten Äons“ erschaffen und auf diesem Wege die Pforte für „das endlose dunkle Zeitalter“ öffnen will. Im MLO werden drei Pfade eingehender studiert: Die kliffothische Kabbala, der sumerische Chaos-Gnostizismus und der drakonische Sethianismus. Zu den für den MLO relevanten Elementen der sumerischen Religion gehört unter anderem der babylonische Schöpfungsmythos Enûma elîsch, der Fokus liegt aber auf allen Traditionen, die mit dunklen Mächten arbeiten und über den Pfad zur linken Hand zur Gnosis und spiritueller Transzendenz führen. Darunter befinden sich auch Strömungen aus ägyptischer, persischer, vedischer, nordischer und hellenischer spiritueller Praxis, ebenso arbeiten einige Ordensmitglieder mit Traditionen, die dem afrobrasilianischen Quimbanda und südamerikanischen Todeskulten entlehnt sind.
Nach Auffassung des MLO ging der Schöpfung eine ungeordnete und chaotische Dunkelheit voraus, die durch ihre Grenzenlosigkeit unendlich und ewig existiert. Der Kosmos, das an Raum und Zeit gebundene Universum, ist nach Auffassung des MLO die Schöpfung eines Demiurgen, in der die „Schwarzen Flammen“, die ein Teil des ursprünglichen Chaos sind, gefangen sind. Die „Schwarze Flamme“ ist der prä-kosmische, nicht erschaffene Geist und die Kraft im Inneren der Erleuchteten und Starken, die sie dazu verleitet, nach dem pandimensionalen Chaos, das der Ursprung aller Dinge ist, zu streben.
Der MLO nimmt daher eine ablehnende Haltung gegenüber dem Status quo ein. Zusammenfassend bedeutet dies, dass sich der MLO prinzipiell gegen alles richtet, was zur „Schöpfung“ gehört – sei es der Mensch selbst oder sämtliche moralischen Normen und Werte, dementsprechend auch die Gesellschaft selbst und ihre Gesetze. Aus seiner antikosmischen Position leitet der MLO eine vollkommene Regel- und Gesetzlosigkeit ab. Regeln und Gesetze seien nicht nur Teil der Schöpfung und somit lediglich dazu gedacht, das „dunkle Licht“ zu unterjochen, sondern ebenso Produkt der Schwachen (Hylikoi), die sich vor dem Chaos schützen müssten. Daraus leitet der Orden eine Position gegen die Gesellschaft ab und betont, dass man bestrebt sein müsse, „Feind Nummer eins“ der Gesellschaft zu werden. Aus der Annahme, die meisten Menschen hätten keinen Willen, sich aus der Sklaverei der Schöpfung zu befreien, sowie der Tatsache, dass der Mensch an sich Teil der Schöpfung sei, leitet der Orden seine misanthropische Position ab.
Der MLO sieht seine Aufgabe einerseits darin, durch Studium und Übung Gnosis (im Sinne von „Erkenntnis“) zu erlangen und letztlich „das dunkle Licht aus der Materie zu befreien“. Andererseits ist die magische Philosophie des Ordens darauf ausgerichtet, Disharmonien und Chaos in die Schöpfung zu bringen und das Universum somit zu seinem Ursprung, der chaotischen und grenzenlosen Dunkelheit zurückzuführen.
Der die Öffentlichkeit meidende MLO legt Wert auf die Feststellung, offiziell keine Verbindung zu Black-Metal-Bands zu suchen, bestreitet andererseits nicht, dass ein erheblicher Anteil der MLO-Mitglieder Black-Metal-Musiker sind.
Symbole des Ordens sind ein unterbrochenes Pentagramm, das laut Wolf-Rüdiger Mühlmanns Wiedergabe der Erläuterungen durch Carlos Aguilar (einen chilenischen Tätowierer) für „das Zerbrechen der kosmischen Order, der Schöpfung, das Brechen aller Gesetze, das Zerbrechen des kosmischen Kreislaufes“ steht. Ein weiteres Symbol ist eine schwarze Schlange, die die „Macht des Chaos“ darstelle und für einen schwarzen Drachen stehe. Der Zahlencode „218“ steht für 2 + 1 + 8 = 11 und verweist auf elf satanische Kräfte.

## Luziferischer Satanismus
Ein zentrales Konzept im MLO ist die Figur des Luzifer (Lichtbringer), welcher den „Blinden“ mit dem „Licht der Finsternis“ erleuchtet. Dieses Licht findet sich im Erleuchteten wieder als sogenannte „erweckte Schwarze Flamme“, welche vergleichbar ist mit dem pneumatischen Funken der Gnostiker, oder auch dem „inneren Licht“ des Erleuchteten, welcher unabhängig ist von der „blendenden Illusion“ der ihn einschließenden Schöpfung. Als „erweckt“ wird jener bezeichnet, der die „Ketten“ der Schöpfung erkennt und sich aktiv davon befreit. Während zahlreiche satanistische Anschauungen Luzifer und Satan als zwei unterschiedliche Kräfte ansehen, sind sie für den MLO zwei Worte, die unterschiedliche Aspekte derselben spirituellen Kraft bezeichnen; so findet sich bei ihm auch die Doppelnennung „Lucifer-Satan“.

## Verhältnis zur Metal-Szene und anderen Gruppierungen
Anfang der 1990er Jahre standen Mitglieder des damals noch nicht gegründeten MLO mit dem norwegischen Inner Circle in Verbindung; das Ordensmitglied Tenebris gab in einem Interview mit dem Slayer-Fanzine an, es sei damals eher um ideologischen als praktischen Satanismus gegangen, diese Verbindung habe aber zeit ihres Bestehens viel bedeutet, jedoch nur dank Euronymous bestanden und sei mit ihm gefallen. Viele der involvierten Personen hätten seitdem ihre Ideale verraten und das Interesse verloren.

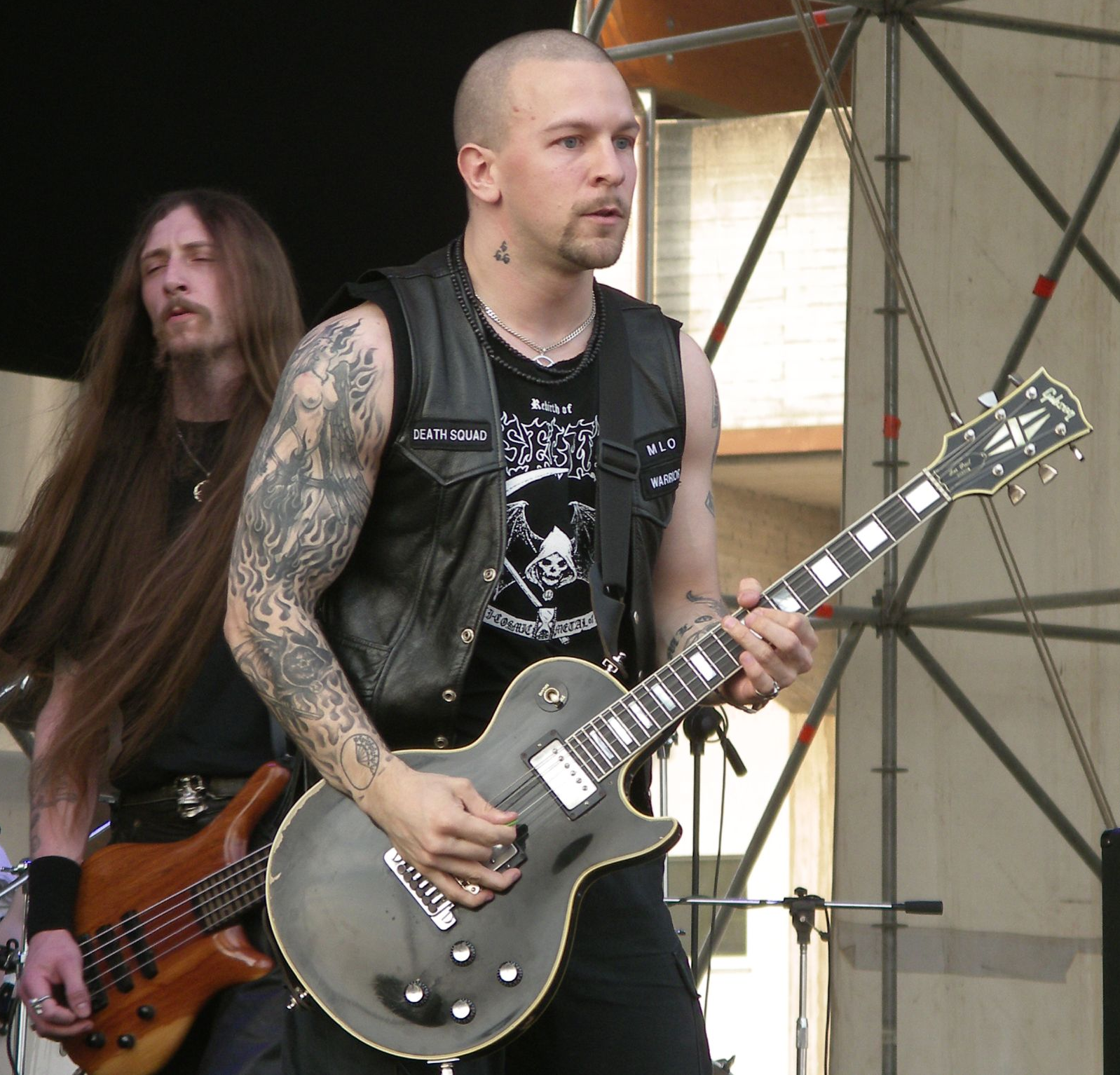
Dissection live 2005, im Vordergrund Jon Nödtveidt.

Allerdings gab es in den 1990er Jahren Konflikte zwischen dem MLO und allen anderen satanistischen und Black-Metal-Gruppierungen in Schweden; Lord Ahriman von Dark Funeral zufolge duldeten die Mitglieder des MLO keine Gruppierung neben der eigenen. Zur schwedischen Organisation True Satanist Horde des Abruptum-Gründers IT meint Tenebris, diese habe mit wahrem Satanismus nichts zu tun gehabt und, als der MLO sich 1995 an sie wandte, kein Interesse gehabt. Als einzige satanistische Organisation werden der Order of Nine Angles und seine Subsektionen vom MLO unterstützt; von der atheistisch ausgerichteten Church of Satan, dem aus ihr entstandenen Temple of Set sowie von einem auf der Inversion des Christentums basierenden Satanismus grenzt sich der Orden vehement ab. Außerdem arbeitet der MLO eng mit der 1999 entstandenen Werewolf Legion zusammen, die hauptsächlich aus Nichtsatanisten besteht, und es bestehen Verbindungen zum amerikanischen Order of vampires.
Im selben Jahr wurde Jon Nödtveidt von der Black-/Death-Metal-Band Dissection Mitglied des MLO, in dem er seitdem eine prominente Stellung einnahm. Durch diese Verbindung wurde der MLO in der Metal-Szene bekannt. Nödtveidt benannte die Band mehrfach als „sonic propaganda unit of the MLO“. Zusammen mit Vlad, Mitglied und Kopf des Misanthropic Luciferian Order, war Nödtveidt 1997 in einem Mord verwickelt. Das letzte Album der Band, Reinkaos, das Nödtveidt nach seiner Freilassung veröffentlichte, ist entscheidend von der Ideologie des MLO geprägt, die Texte enthalten Passagen aus dem von Frater Nemidial geschriebenen Liber Azerate und wurden von ihm und Nödtveidt verfasst.
Im Rahmen der Berichterstattung über den Suizid von Jon Nödtveidt versuchte Wolf-Rüdiger Mühlmann von der Zeitschrift Rock Hard Mitglieder des MLOs zu befragen, die ihn laut eigenen Angaben jedes Mal abwiesen. Allerdings gab ein Sprecher des MLO die Auskunft, dass der Tod Nödtveidts weder etwas mit den Inhalten des MLO zu tun, noch dass dieser eine Auswirkung auf die weitere Ausrichtung des Ordens habe. Zudem tätigte der namentlich nicht bekannte Sprecher folgende Aussage:

„Die Tatsache, dass einige unserer Supporter in Bands spielen, ändert nichts am Gesamtcharakter von MLO. Die Underground-Musikszene hat keine offiziellen Verbindungen zu MLO.“

Der Bericht zitiert außerdem den chilenischen Tätowierer Carlos Aguilar, der laut Mühlmann Anhänger des MLO ist.
Aber auch einige Mitglieder der extremen Metal-Szene gehen auf Abstand. So lehnte Bård G. Eithun, verurteilter Mörder und ehemaliger Schlagzeuger von Emperor, eine Zusammenarbeit mit Dissection ab, da er das Konzept der Gruppe in Verbindung mit der Ideologie des MLO als zu „direkt und hasserfüllt“ ("direct and hateful") empfinden und dies nicht mehr zu seiner jetzigen Lebensauffassung passen würde.
Denselben Vorwurf wie gegenüber der True Satanist Horde erhebt der MLO gegen einen Großteil der Black-Metal-Szene und steht ihr deshalb ablehnend gegenüber. Er betont, dass die meisten Mitglieder des Ordens keinen Bezug zu dieser Subkultur haben. Allerdings verbreiten auch einige weitere Mitglieder die Ideologie des MLO durch ihre Bands, beispielsweise Arckanum und Shaarimoth. Drakul Azacain, Gitarrist der Band Disiplin, benannte sich in „Drakul-218“ um, trennte sich vom Rest seiner Besetzung, da diese nicht dem MLO angehörte und er Disiplin entsprechend ausrichten wollte. Inzwischen hat er sich jedoch heidnischer und rechtsextremer Ideologie zugewandt, in „Eihwaz WeltenFeind“ umbenannt und die Band der Pagan Front angeschlossen.
Bands wie N.C.O. und Watain unterstützen den MLO, die Musiker gehören ihm aber nicht an. Die Band The Devil’s Blood war vom MLO inspiriert, ohne dass die Musiker MLO-Mitglieder sind.